# Dead Man Down
Pour plus de détails, voir Fiche technique et Distribution.
Dead Man Down ou Mort et enterré au Québec est un thriller américain réalisé par Niels Arden Oplev, sorti en 2013.

## Synopsis
Béatrice, défigurée après un accident de voiture dont elle n'est que la victime se lie avec Victor, l'homme de main d'un caïd new-yorkais pour tenter d'assouvir sa vengeance. Victor poursuit aussi une vengeance à la suite de la mort commandée de sa femme et de sa fille.

## Fiche technique
- Titre original et français : Dead Man Down
- Titre québécois : Mort et enterré
- Réalisation : Niels Arden Oplev
- Scénario : J. H. Wyman
- Direction artistique : Niels Sejer
- Décors : Jesse Rosenthal
- Costumes : Renee Ehrlich Kalfus
- Photographie : Paul Cameron
- Son : Tom Nelson
- Montage : Frédéric Thoraval
- Musique :  Jacob Groth avec la chanson Eblouie par la nuit de Zaz
- Production : Neal H. Moritz et J.H. Wyman
- Sociétés de production : Frequency Films, IM Global, Original Film et WWE Studios
- Société(s) de distribution :   États-Unis : FilmDistrict,  France : Metropolitan Filmexport
- Budget : 30 millions $
- Pays de production : États-Unis
- Langue originale : anglais, albanien, français et espagnol
- Format : couleurs - 35 mm - 2,35:1 - son Dolby Digital
- Genre : thriller et film de gangsters
- Durée : 118 minutes
- Dates de sortie :
  - États-Unis : 8 mars 2013
  - France : 3 avril 2013[1]

## Distribution
- Colin Farrell (V. F. : Boris Rehlinger et V. Q. : Martin Watier) : Victor / László Kerick
- Noomi Rapace (V. F. : Julie Dumas et V. Q. : Catherine Proulx-Lemay) : Beatrice
- Dominic Cooper (V. F. : Pierre Tessier et V. Q. : Claude Gagnon) : Darcy
- Terrence Howard (V. F. : Serge Faliu et V. Q. : Gilbert Lachance) : Alphonse Hoyt
- Armand Assante (V. F. : Philippe Catoire et V. Q. : Jean-Marie Moncelet) : Lon Gordon
- F. Murray Abraham (V. F. : Féodor Atkine et V. Q. : Aubert Pallascio) :  Gregor
- Isabelle Huppert (V. F. : elle-même et V. Q. : Nathalie Coupal) : Maman Louzon
- Franky G. : Luco
- Luis Da Silva Jr. (V. F. : Alexandre Guansé) : Terry
- Andrew Stewart-Jones (V. F. : Gunther Germain) : Harry
- Robert Vataj (V. Q. : Stéphane Rivard) : Otage albanais
- Wade Barrett : Kilroy
- Declan Mulvey : Goff
- John Cenatiempo (it) : Charles
- Roy James Wilson : Bloto
- Stephen Hill : Roland
- Aaron Vexler : Paul
- Accalia Quintana : Delphine
- James Biberi : Ilir
- William Zielinski : Alex
- Raw Lieba : Harry

Source et légende : Version française (V. F.) sur RS Doublage et AlloDoublage ; Version québécoise (V. Q.) sur Doublage Québec

## Accueil

### Critiques
Dead Man Down a reçu des critiques négatives de la part des critiques. Metacritic attribue au film une note de 39⁄100 basée sur les critiques de 24 critiques, indiquant des critiques "généralement défavorables". Sur Rotten Tomatoes, le film détient un taux d'approbation de 38 % selon 100 critiques, avec un score moyen de 5⁄10. Le consensus du site se lit comme suit: "Tandis que la belle distribution garde Dead Man Down visible de bout en bout, le film est alourdi par des rebondissements absurdes et un rythme lent".

### Box-office
Le film est un échec commercial, rapportant que 18 074 539 dollars dans le monde entier, dont 10 895 295 dollars aux États-Unis pour un budget de 30 millions de dollars.
| Pays ou région    | Box-office     | Date d'arrêt du box-office | Nombre de semaines |
| ----------------- | -------------- | -------------------------- | ------------------ |
| États-Unis Canada | 10 895 295 $   | -                          | -                  |
| France            | 86 387 entrées | -                          | -                  |
| Total mondial     | 18 074 539 $   | -                          | -                  |